# 春日井市内にある天王社
春日井市内にある天王社（かすかいしないにあるてんのうしや）は、愛知県春日井市に存在する天王社（てんのうしゃ）、および津島神社（愛知県津島市）系統の神社（こちらも天王社と称される）の一覧記事である。

## 概要
愛知県春日井市には、天王社（てんのうしゃ）が複数存在している。天王社とは、牛頭天王・スサノオを祭神とする祇園信仰の神社である。東海地方においては、津島神社（愛知県津島市）系統にもこの名称が使用される場合がある。なお春日井地区の村々から、津島の津島神社の祭礼の日である6月15日に代参が出されるという津島詣が行われたという。
江戸期の神仏習合や明治期の廃仏毀釈の経緯から、かつては異なる社・祠だったが現在は天王社であるとか、元々は天王社だったが現在は異なる社・祠になっているものも存在する。そのため、ここには天王社だけでなく、津島神社や天王神社系の神社と祠も掲載する。なお、順番は順不同である。

## 春日井市内にある天王社
- 天王社（六軒屋町）[3]- か つて２つあり、その間だから「天王間」という字名となった。現在は公園名。
- 天王社（勝川新町）- 元々は山王社。春日井市立山王小学校の校名の由来[4]。
- 天王社（神明町）
- 天王社（八田町）- 敷地のなかに八田開拓記念碑[5]がある。
- 長池天王社（八田町）
- 天王社（角崎町）
- 天王社（下市場町）
- 天王社（大泉寺町）
- 天王社（大手田酉町）
- 天王社（木附町）
- 天王社（内津町）- 内々神社の境内社[6]
- 津島神社（稲口町）- 鳥居・社標・常夜灯・蕃塀・社殿をもつ稲口新田の本格的な津島神社。
- 津島神社（下原町）
- 津島神社（神領町）
- 津島神社（外之原町）
- 津嶋神社（鳥居松町）
- 津島神社（上条町）
- 津島神社（柏原町）
- 津島神社（玉野町）- 五社神社前で夏祭り。山車(恵比寿と大黒､唐子のからくり人形)が１輛曳き出される[7]。
- 津島神社（桃山町）- 八幡社の境内社。天王祭が行われる。
- 津島神社（松河戸町）- 白山神社（しらやま）に合祀されている。津島神社例大祭（祇園祭）が行われる[8]。
- 津島神社（大留町） - 神明神社･八幡社･天伯社･稲荷社と合祀
- 津島神社（西本町）- 神明社の境内社。秋葉神社･皇大神宮･白山神社との相殿で合祀されている。
- 津島社（柏井町）　   - 八幡社の境内社。茅の輪くぐりが行われる[9]。
- 津島社（気噴町）     - 八王子社と合祀。茅の輪くぐり、祇園祭が行われる。
- 津島社（上田楽町）- 伊多波刀神社の境内社
- 津島社（二子町）　  - 白山神社（はくさん）の境内社。総天王祭が行われる[10]。
- 津島社（白山町）    - 白山神社（しらやま）の境内社。津島天王祭が行われる[11]。
- 津島社（牛山町）    - 天神社の境内社。御嶽山開山を果たした覚明上人の誕生地として祀られている[12]。
- 津島社（坂下町）    - 坂下神社の境内社。祇園祭が行われる[13]。
- 津島社（中切町）    - 八幡神社の境内社。山神社･秋葉社･水天宮社･熱田社･神明社との相殿で合祀されている。
- 津島社（八光町）    - 山神社の境内社
- 津島社（如意申町）- 六所社の境内社
- 津島社（南下原町）- 八幡社の境内社
- 津島社（東野町）    - 八幡社の境内社
- 津島社（大泉寺町）- 八幡社の境内社
- 津島社（松本町）    - 諸大明神社の境内社
- 津島社（明知町）    - 日吉神社の境内社
- 津島社（高蔵寺町）- 五社大明神社の境内社
- 津島社（神領町）    - 三明神社の境内社
- 津島社（桜佐町）    - 八龍神社の境内社
- 津島社（下市場町）- 神明大明神社の境内社
- 津島社（篠木町）   - 神明社の境内社
- 津島社（下津町）   - 熱田神社の境内社
- 津島社（下条町）  - 八幡社の境内社
- 祇園社（玉野町）  -五社神社の境内社

### 以前は天王社であったもの
- 稲荷社（牛山町）- 牛山町新田地区にある元天王社。目の前に天王橋[14]があり、かつてあった天王社を偲ばせている。
- 小木田神社（小木田町）-関田村の鎮守であり、別名天王社ともいわれた[15]。「源氏天流関田棒の手」が伝承されており、県指定文化財無形民俗文化財[16]に指定されている。